# 七泉湖镇
七泉湖镇，是中华人民共和国新疆维吾尔自治区吐鲁番市高昌区下辖的一个乡镇级行政单位。

## 行政区划
七泉湖镇下辖以下地区：
车站社区、红山社区、新域社区、七泉湖村和煤窑沟村。